# Quis separabit?

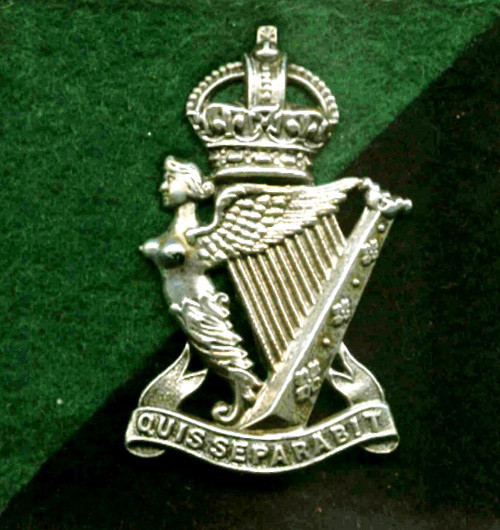
Кокарда полка Королевских ольстерских стрелков

Флаг Ассоциации обороны Ольстера с её гербом

Quis separabit? (с лат. — «Кто отлучит [нас]?») — крылатое выражение из Библии, встречающееся в Послании к Римлянам (8:35) и звучащее в полной форме как «Кто отлучит нас от любви Божией?» (лат. Quis ergo nos separabit a caritate Christi?). Эта фраза — девиз всех идеологов ольстерского юнионизма, ольстерского лоялизма и многих воинских частей Британской армии, нёсших и несущих службу на острове Ирландия.

## Девиз воинских частей
Фраза стала девизом ряда действующих полков Британской армии: Королевского драгунского гвардейского полка, Королевского ольстерского стрелкового полка (он был образован из католиков и протестантов, сражавшихся плечом к плечу во всех войнах и боях в составе британских вооружённых сил), Лондонского ирландского стрелкового полка, Ирландского гвардейского полка и Североирландского конного полка.
Помимо этого, фраза в прошлом была девизом 4-го/7-го королевского гвардейского драгунского полка (1922—1962 годы); ирландского полка Коннахтских рейнджеров (1881—1922 годы) и его предшественника, 88-го пехотного полка коннахтских рейнджеров (1793—1881); Ольстерского оборонного полка, 5-го королевского ирландского уланского полка и 199-го зарубежного батальона ирландских канадских рейнджеров.

## Девиз организаций
Это девиз Исполнительного комитета при Тайном совете Северной Ирландии (североирландского правительства), который изображался в прошлом на гербе. Наиболее крупной лоялистской группировкой, использовавшей активно девиз, стала Ассоциация обороны Ольстера. Эта фраза также является девизом Ордена Святого Патрика, символизируя единство Англии, Шотландии, Ирландии и Уэльса; она изображена на печати Южной Каролины и наносится на кольцо выпускника Клемсонского университета.

## Девизы персоналий
Своим девизом полную фразу «Кто отлучит нас от любви Божией?» избрал Государственный секретарь Святого Престола кардинал Пьетро Паролин, вступивший в эту должность в 2013 году.